# Fred Fono
Pour les articles homonymes, voir Fono (homonymie).
Fred Fono, né le 10 octobre 1962 et mort le 26 décembre 2011, est un homme politique salomonais.

## Biographie
Né pendant la période coloniale britannique, il est originaire du village d'Arabala sur l'île de Malaita. Après une licence d'économie-gestion à l'université du Pacifique Sud, il obtient un Master en gestion des entreprises de cette même université. Il suit une formation de comptable à la Banque de développement des Îles Salomon, avant d'être employé dans l'administration du ministère du Commerce et de l'Agriculture.
Il entre au Parlement national comme député de la circonscription de Kwara'ae-centre aux élections législatives de 1997, succédant à Alfred Maetia. Il est alors nommé ministre du Développement et de la Planification par le nouveau Premier ministre Bartholomew Ulufa'alu. Au cours des années qui suivent, le pays entre dans une période de violences entre des milices ethniques, et le gouvernement Ulufa'alu tombe en juin 2000 lorsque le Premier ministre est pris en otage et contraint de démissionner,,.
Réélu député aux élections de 2001, Fred Fono est nommé ministre de la Planification nationale et de la Coordination de l'aide étrangère par le Premier ministre Allan Kemakeza en février 2005, succédant à Peter Boyers durant un remaniement ministériel,. Après les élections de 2006, il est reconduit à ce poste par le nouveau Premier ministre Snyder Rini, tout en étant promu vice-Premier ministre. L'arrivée au pouvoir du gouvernement Rini donne toutefois lieu à des émeutes à Honiara, et le gouvernement est destitué par le Parlement début mai,. Fred Fono est alors élu chef de l'opposition parlementaire face au nouveau Premier ministre Manasseh Sogavare.
En décembre 2007, le nouveau Premier ministre Derek Sikua le nomme vice-Premier ministre, ministre du Développement rural et ministre des Affaires autochtones. Battu dans sa circonscription par le candidat Jackson Fiulaua aux élections de 2010, il meurt subitement à l'hôpital de Honiara au lendemain de Noël 2011, après une courte maladie et à l'âge de 49 ans,. Il avait été sur le point d'être nommé haut commissaire (ambassadeur) des Îles Salomon en Papouasie-Nouvelle-Guinée.